# Prêmio IgNobel

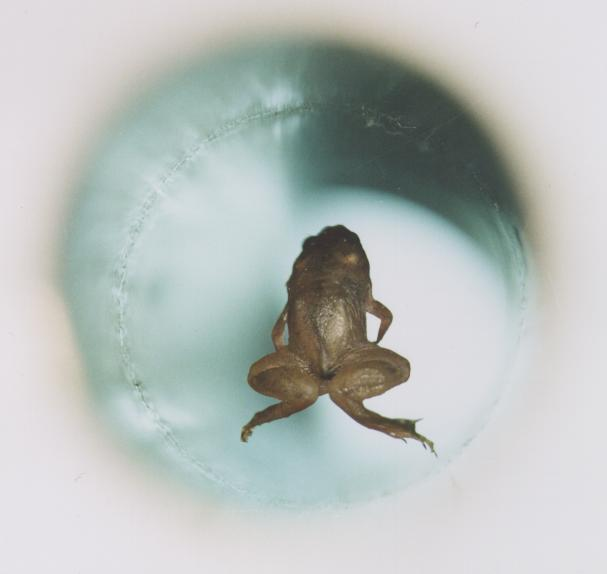
O Prêmio Ig Nobel de Física de 2000 foi concedido a Andre Geim, da Universidade Radboud de Nimega, e Michael Berry, da Universidade de Bristol, no Reino Unido, pela levitação magnética de um sapo vivo. Geim foi premiado com um verdadeiro Prêmio Nobel de Física em 2010.

O Prêmio IgNobel é um prêmio criado pela revista de humor científico Annals of Improbable Research (Anais da Pesquisa Improvável), concedido a autores de experimentos, descobertas e estudos inusitados nas áreas de ciências, medicina, finanças, tecnologia e outras. Seu lema é "fazer primeiro as pessoas rirem e depois pensarem". A cerimônia de premiação é realizada anualmente no mês de setembro, na Universidade Harvard em Cambridge, nos Estados Unidos. O nome do prêmio é um modo jocoso da junção do nome do prestigiado Prêmio Nobel com a palavra anglófona ignoble  (ignóbil, em português).
A primeira premiação aconteceu em 1991, sendo as cerimônias abrilhantadas pela presença de laureados com o Prêmio Nobel, que entregam o respectivo Prêmio IgNobel ao vencedor.
O único vencedor deste prêmio que também foi vencedor do Prêmio Nobel foi o holandês Andre Geim, que venceu o IgNobel em 2000 e o Nobel em 2010.